# La mafia lo chiamava il Santo ma era un castigo di Dio
La mafia lo chiamava il Santo ma era un castigo di Dio (Vendetta for the Saint) è un film del 1969 diretto da Jim O'Connolly, avente per protagonista il personaggio di Simon Templar.

## Trama
Simon Templar si trova in Campania per indagare sulla morte di un americano ma si ritrova coinvolto nelle attività di Alessandro Destamio, boss italoamericano della criminalità organizzata.